# 삼포제
삼포제(영어: Three-field system)는 한 밭에 1년차에 한 세트의 작물을 심고, 2년차에는 다른 작물을 심고, 3년차에는 휴경지로 두는 윤작 체제이다. 일련의 작물이 한 밭에서 다른 밭으로 순환된다. 이 기술은 원래 고대 중국의 동주 시대에 처음 사용되었으며, 이후 11세기 무렵 중세 유럽에서도 채택되었다.

능선 및 고랑 필드(펄롱)가 있는 삼포제

삼포제를 도입하며 중세 농부들은 더 많은 작물을 심고 결과적으로 생산량을 더 늘릴 수 있었다. 삼포제 하에서 사유지나 마을의 공유지는 세 개의 큰 밭으로 나뉘었다. 첫번째 밭은 가을에 겨울 밀이나 호밀을 심고, 두 번째 밭에는 완두콩, 렌즈콩, 콩과 같은 다른 작물을 심었으며, 세 번째 밭은 휴경지로 남겨두었다. 곡물은 토양의 질소를 고갈시키지만 협과는 질소를 고정하여 토양을 비옥하게 만들었다. 그 동안 휴경지에는 잡초가 무성해졌고 이는 가축들을 방목하는 데 이용되었으며, 이 곳에서 방목되는 가축들의 배설물이 그 밭의 토양을 비옥하게 하여 토양의 영양분을 되찾았다. 작물 할당은 매년 교대로 이루어졌으므로 각 밭 부분은 3년 중 2년에 걸쳐 농작물을 심었다.
삼포제가 시행되기 이전 중세 유럽에서는 이포식 농업이 시행되어 농지의 절반이 휴경지로 남겨졌다. 이포제에서 삼포제로의 변화는 11세기부터 일어났다. 판매할 수 있는 농작물이 더 많아지고 농업이 당시 경제를 지배하게 되면서 삼포식 농업은 상당한 흑자를 창출하고 경제적 번영을 증대시켰다.
삼포제는 더 많은 토지 경작을 필요로 했고 그 도입은 주형판 쟁기의 채택과 동시에 이루어졌다. 이러한 병행 개발은 서로를 보완하고 농업 생산성을 높였다. 협과 작물이 성공하려면 여름 비가 필요했기 때문에 삼포제는 지중해 주변에서 그다지 성공하지 못했다. 말 사료용 귀리도 봄에 심을 수 있는데, 이는 경환과 말굽의 채택과 결합되어 많은 농업 작업에서 농업용 가축을 소에서 말로 대체하게 되었고, 그에 따라 농업 생산성이 증가하고 인구가 이용할 수 있는 영양분이 증가했다.

## 서지
- Needham, Joseph (1984), 《Science and Civilization in China 6-2》